# Vlastimir Stanisavljevic
Vlastimir Stanisavljevic (en alphabet cyrillique serbe Властимир Станисављевић, également appelé Vlasta Sarkamenac) est né le 13 juin 1941 à Salaš (prononciation : [sɑlɑʃ]), près de Negotin (prononciation : [nɛgɔtin]), en Serbie. Il est un instituteur, architecte, écrivain et compositeur serbe.